# Jules Szymkowiak
Jules Szymkowiak (ur. 1 października 1995 roku w Heerlen) – holenderski kierowca wyścigowy.

## Życiorys

### Formuła BMW
Szymkowiak rozpoczął karierę w wyścigach samochodowych w 2012 roku od startów w klasie Shootout Formuły BMW Talent Cup, gdzie zdobył mistrzowski tytuł. Rok później w tej samej serii raz stanął na podium. Uzbierane trzydzieści punktów dało mu szóstej miejsce w końcowej klasyfikacji kierowców.

### Formuła 3

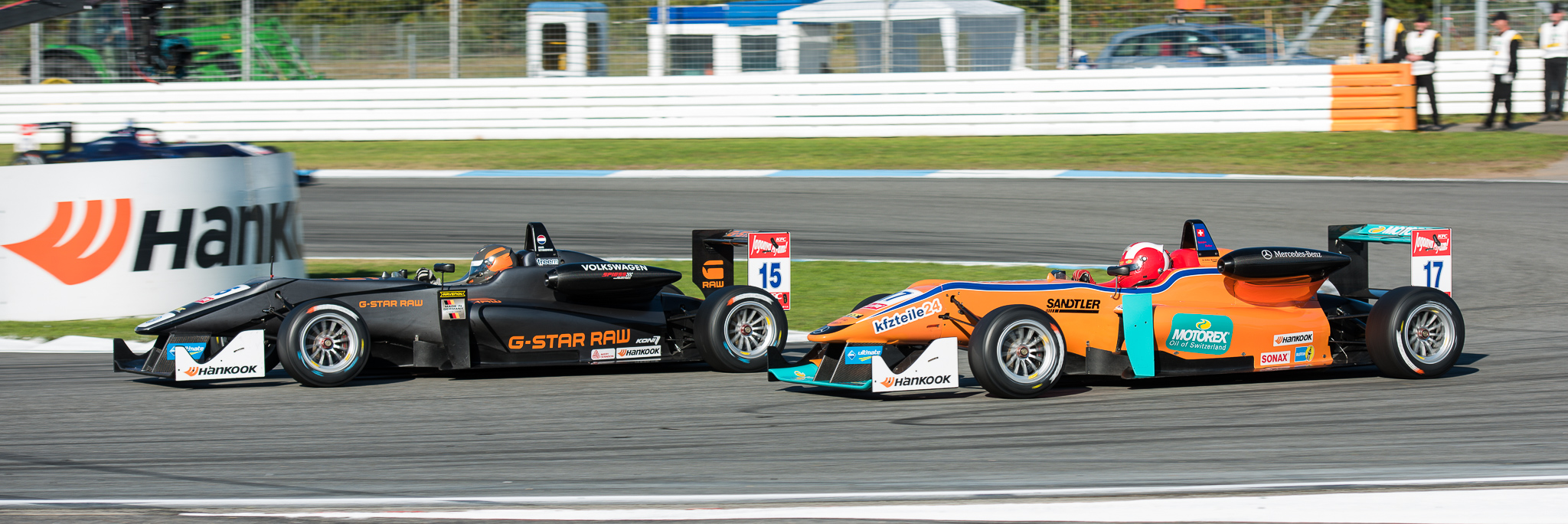
Jules Szymkowiak i Sandro Zeller podczas zawodów Europejskiej Formuły 3 na torze Hockenheimring (2014)

Na sezon 2014 Holender podpisał kontrakt z holenderską ekipą Van Amersfoort Racing na starty w Europejskiej Formule 3. Wystartował łącznie w 33 wyścigach, w ciągu których uzbierał siedemnaście punktów. Wystarczyło to na dwudzieste miejsce w końcowej klasyfikacji kierowców.

## Wyniki

### Podsumowanie
| Sezon | Seria                                | Zespół                | Wyścigi | Zwycięstwa | PP | NO | Podium | Punkty | Pozycja |
| ----- | ------------------------------------ | --------------------- | ------- | ---------- | -- | -- | ------ | ------ | ------- |
| 2012  | Formuła BMW Talent Cup Shootout      |                       |         |            |    |    |        |        | 1       |
| 2013  | Formuła BMW Talent Cup - Grand Final |                       | 3       | 0          |    |    | 1      | 30     | 6       |
| 2014  | Europejska Formuła 3                 | Van Amersfoort Racing | 33      | 0          | 0  | 0  | 0      | 17     | 20      |
| 2014  | Masters of Formula 3                 | Van Amersfoort Racing | 1       | 0          | 0  | 0  | 1      | N/A    | 2       |